# Vaterland (Oslo)

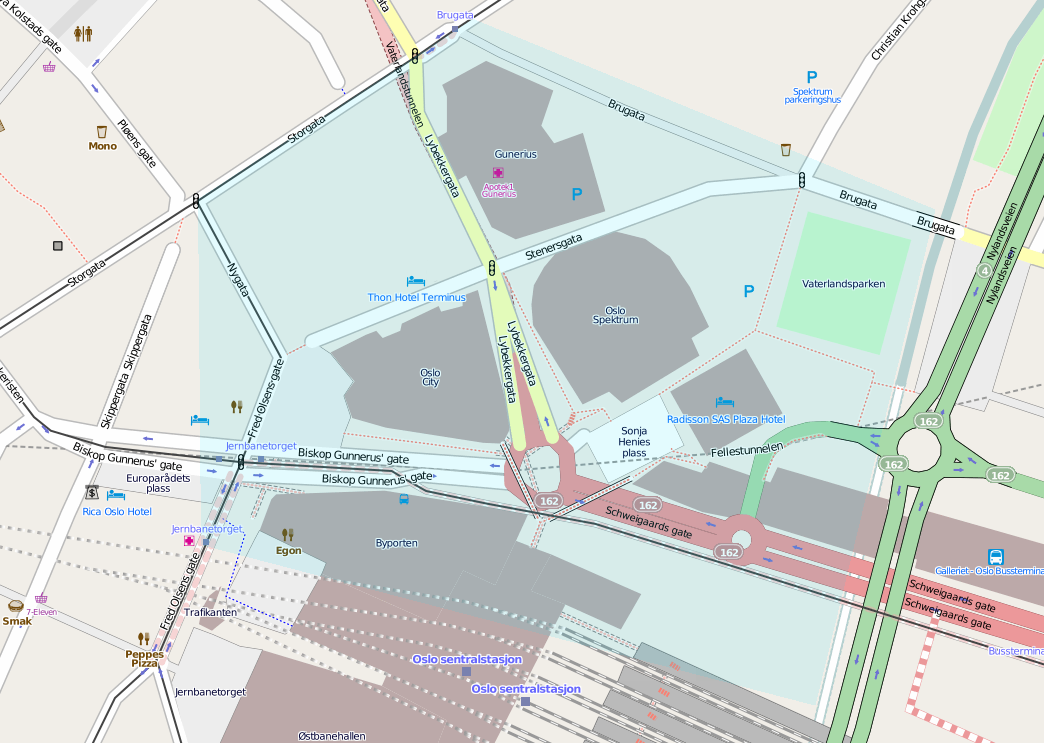
Kartenauszug vom inneren östlichen Oslo mit ungefährem Gebiet des Stadtviertel Vaterland.

Vaterland ist ein Stadtviertel östlich vom Stadtteil Sentrum in Oslo, dem Zentrum der norwegischen Hauptstadt.

## Lage
Das Stadtviertel Vaterland grenzt im Westen an die Storgata und im Norden an die Brugata sowie an den Fluss Akerselva. Im Osten grenzt es an den Nylandsveien, wo der Fluss Akerselva unterirdisch verrohrt weiterfließt, und im Süden schließen die Gleisanlagen der  Oslo Zentralstation an. Des Weiteren grenzt Vaterland an das Stadtviertel Fjerdingen im Norden, in Osten an Grønland, im Süden liegen die Gleisanlagen der Oslo Sentralstasjon, im Westen das Youngstorget-Gebiet und im Nordwesten das Hausmannsområdet (nur im direkten Bereich der Kreuzung Hammersborggata/Brugata und Storgata).

## Geschichte

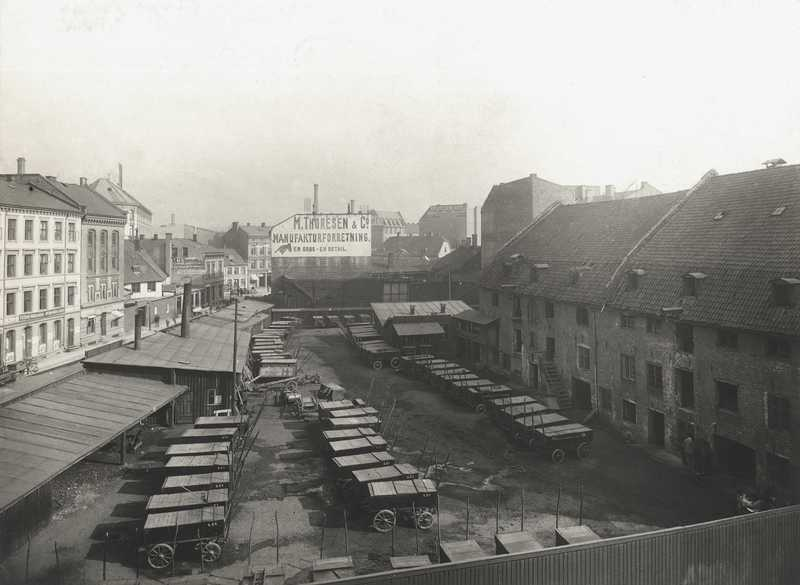
Vaterland mit der Stenersgata gegenüber dem Lilletorget, 1903

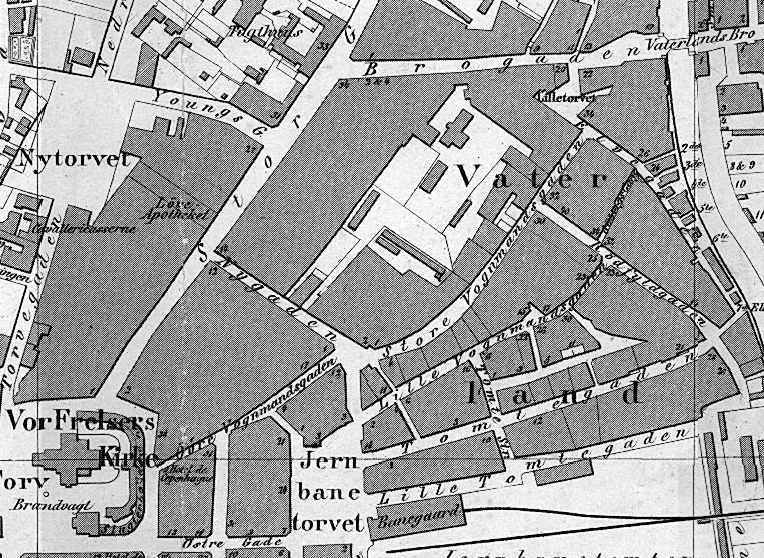
Das Stadtviertel Vaterland um 1860 auf einem alten Stadtplan

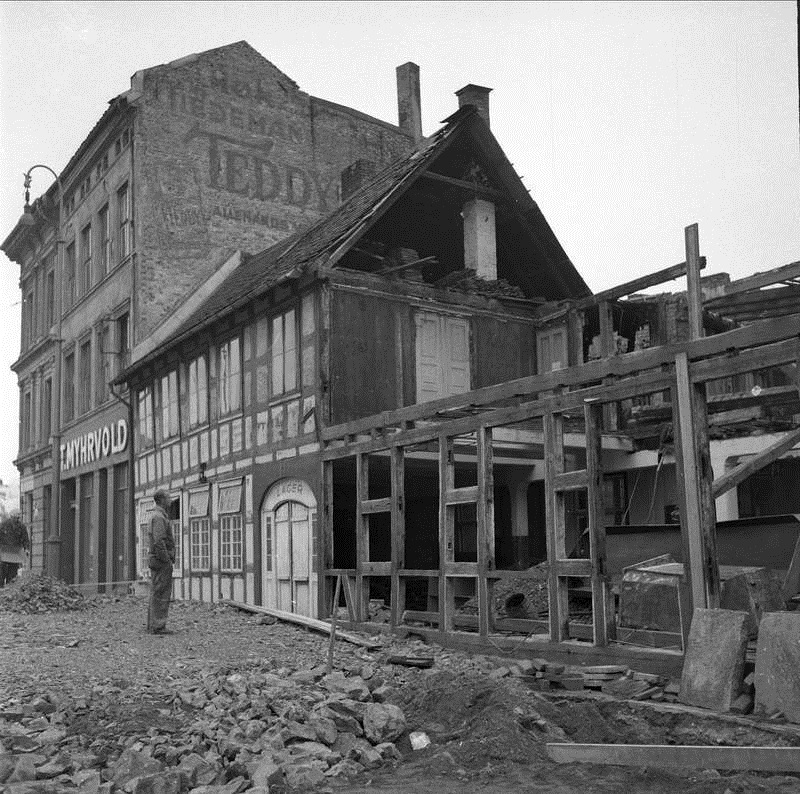
Abrissarbeiten 1953 an der Rødfyllgata

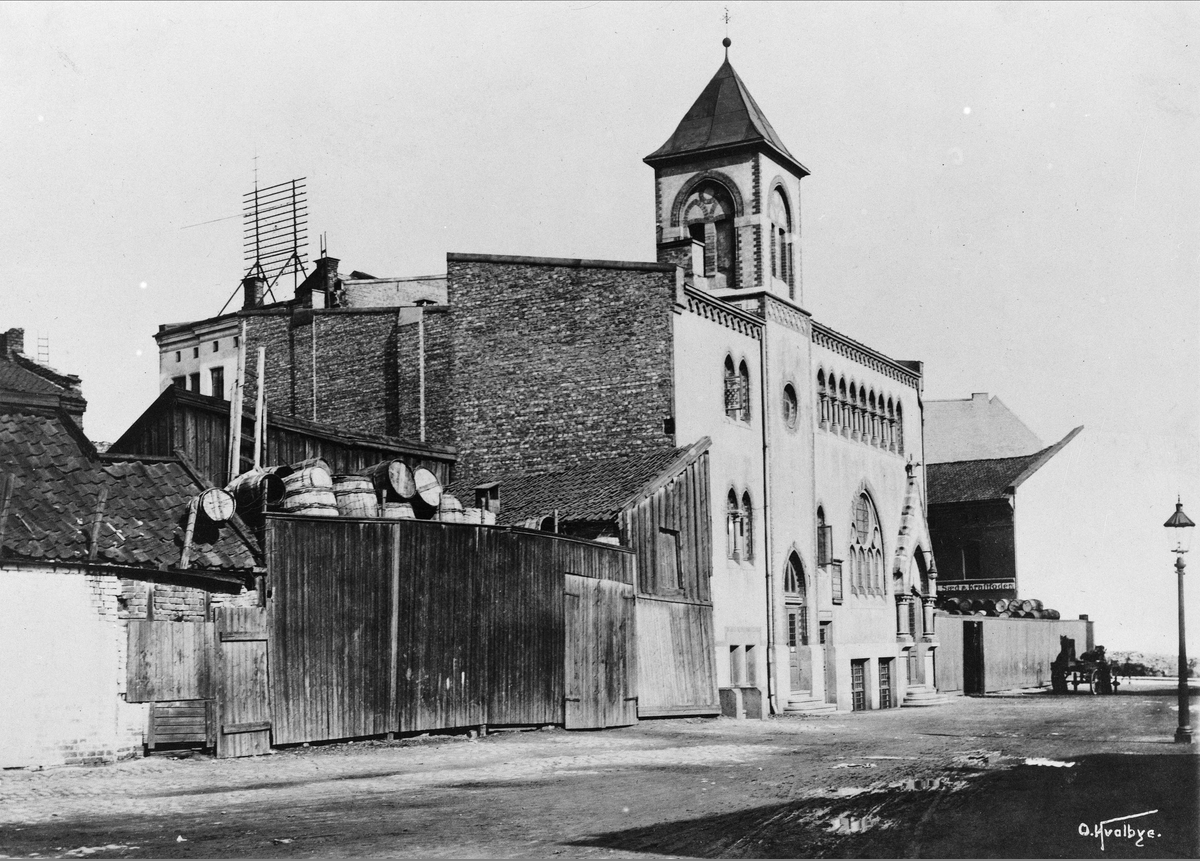
Die Vaterland Småkirke um 1899, gebaut von dem Architekten Heinrich Jürgensen, wurde 1959 beim Umbau des Stadtviertels abgerissen

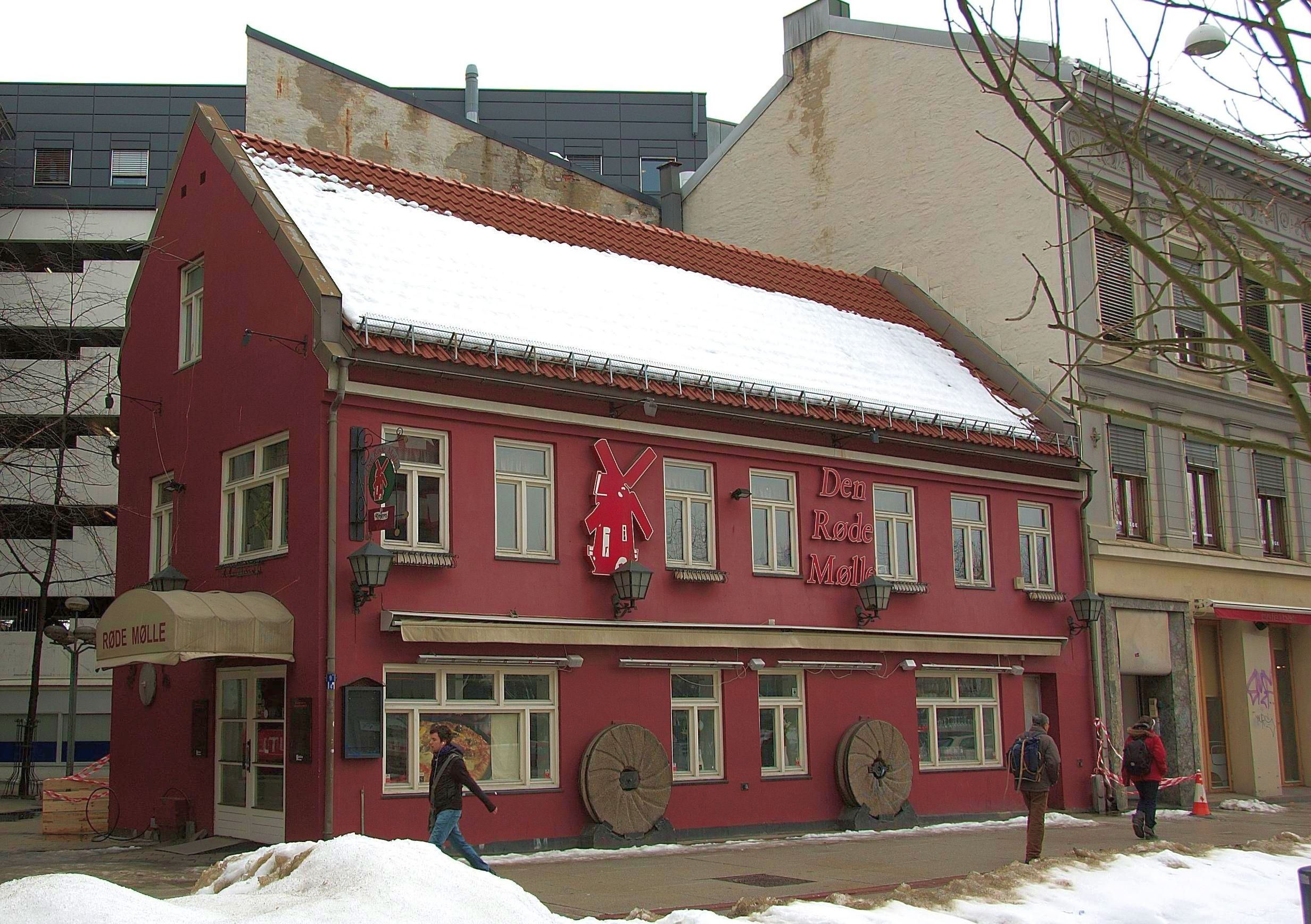
Häuser an der Brugata

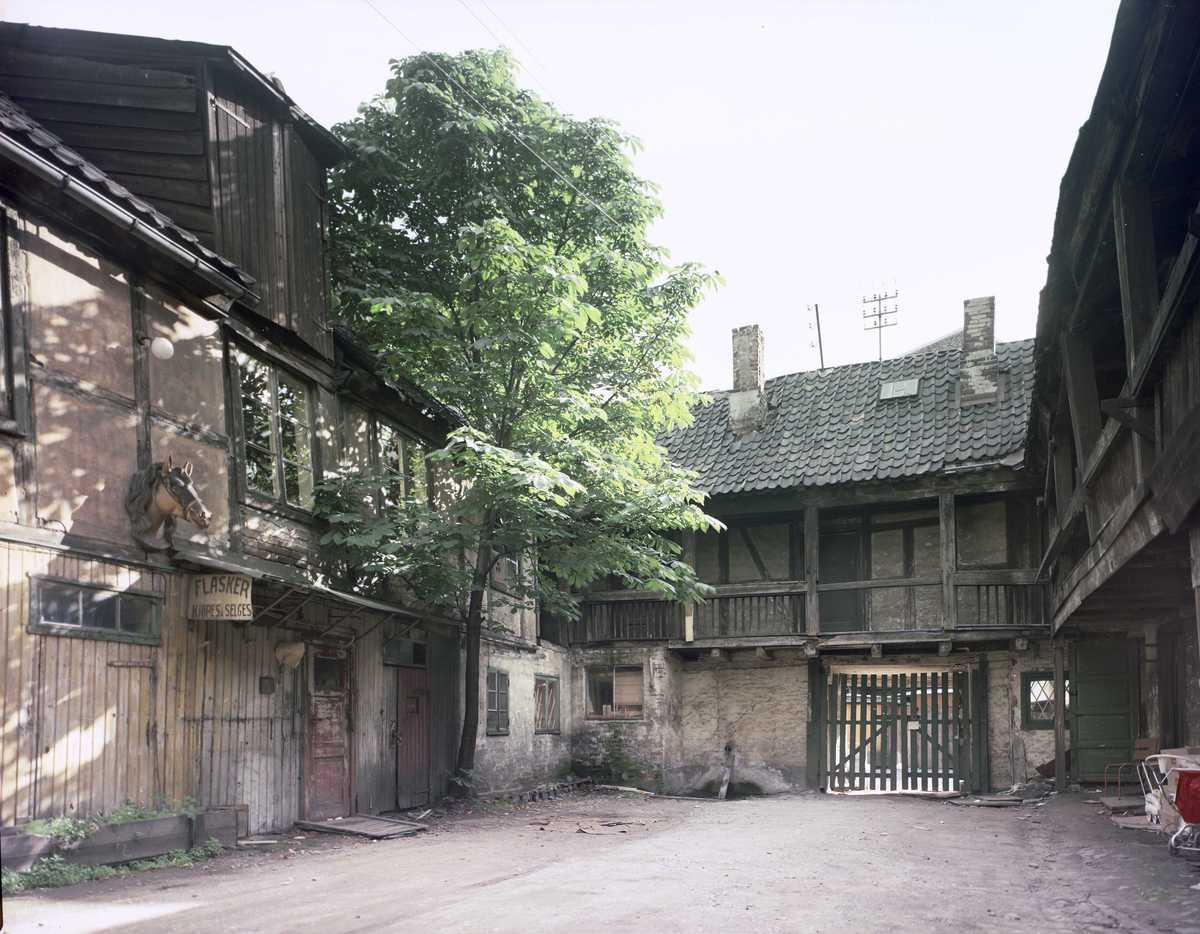
Ein Hof in der Brugata 6, 2012

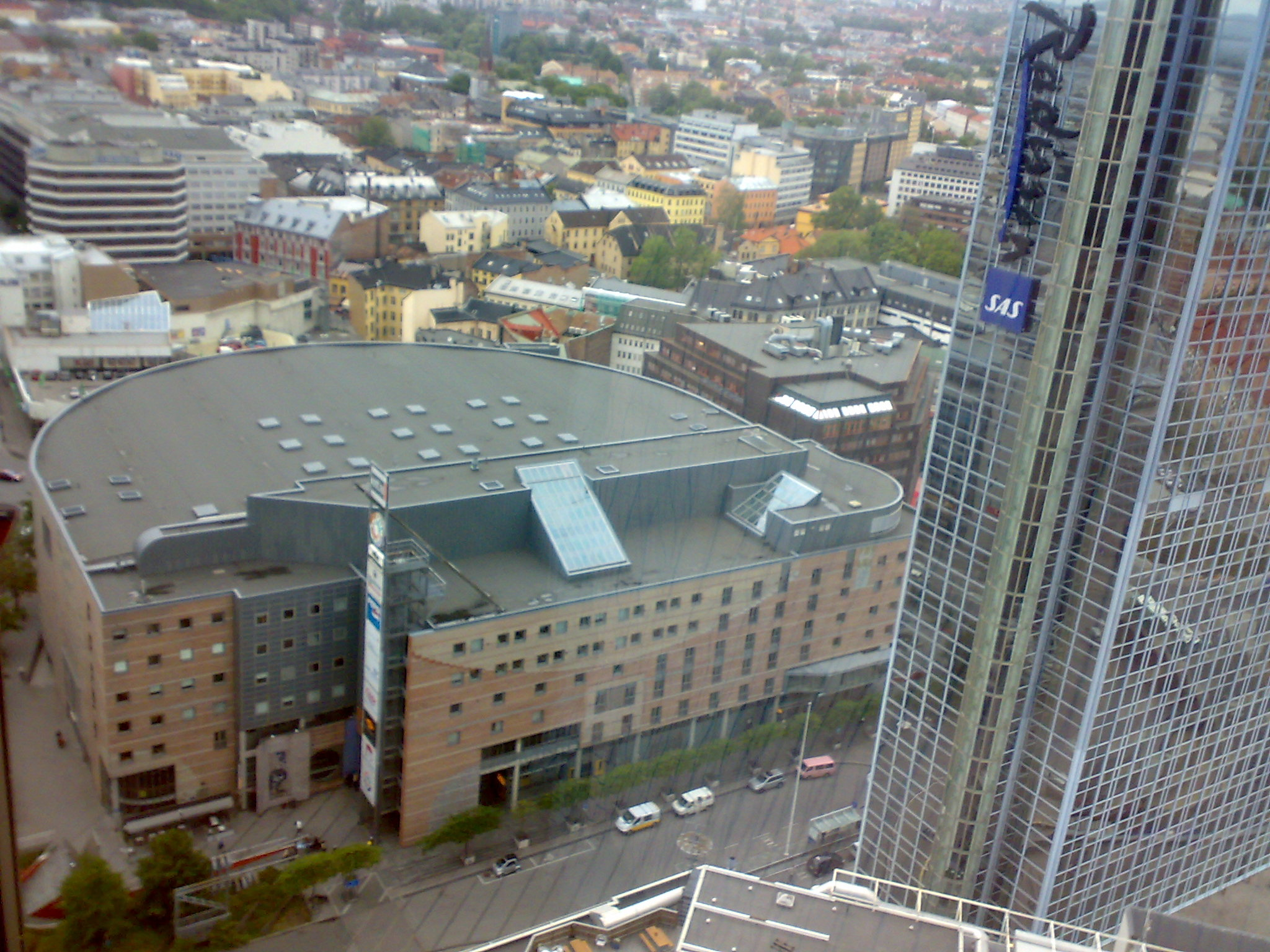
Oslo Plaza und das Oslo Spektrum

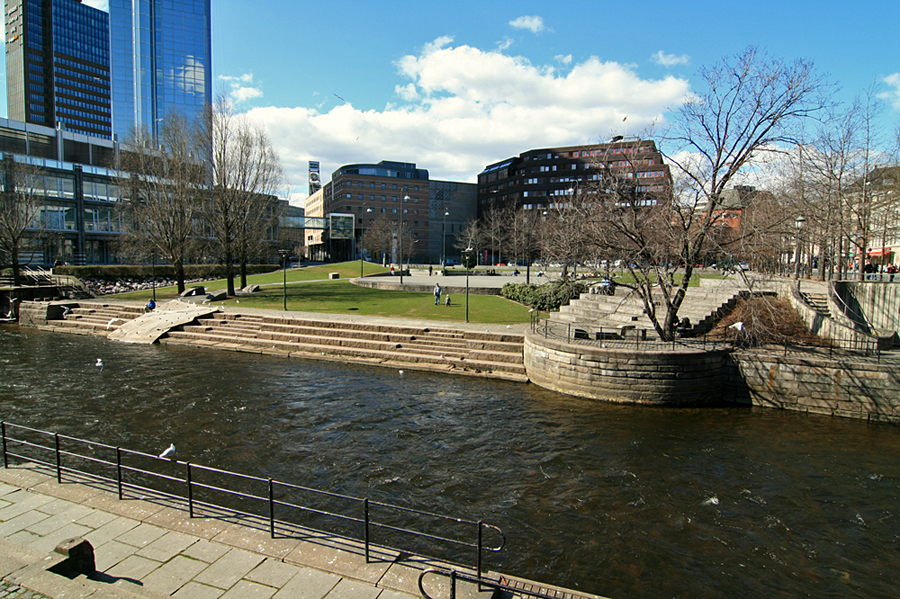
Der Stadtteil Vaterland mit den Vaterland Park und dem Oslo Plaza (links) und dem Posthuset sowie der Fluss Akerselva im Vordergrund

Der Name Vaterland leitet sich ab von dem holländischen Wort Waterland, was so viel wie Wattland bzw. Wasserland bedeutet, ein Gebiet, das durch periodische Wasserbewegungen des Flusses Akerselva gekennzeichnet war. Niederländische Schiffe legten hier an, um in den 1600er Jahren Holz in Norwegen aufzukaufen. 
Die erste Siedlung war an der Stelle älter als die Stadt Christiania, aber der Vorort wurde 1658 vom Statthalter angezündet und brannte komplett ab. Das Stadtviertel wurde danach wieder neu aufgebaut und wuchs seit den 1670er Jahren beträchtlich sowie wurde hauptsächlich von dem nordwestlichen Teil von Bjørvika, der stetig wuchs, neu besiedelt. Nach dem Bau der ersten Vaterlands bro 1654, war eine wichtige Verbindung von Vaterland in die Stadt Christiania geschaffen wurden. Die Vorstadt Vaterland war schließlich mit Privilegien des begrenzten Holzhandels ausgestattet, wovon dieser erheblich profitierte.
Bis zum Bau der Brücke Nybrua in Oslo 1827 waren die Straßen Storgata und Brugata die wichtigsten Hauptstraßen, die nach Christiania führten, sowie die Hauptverbindung zur östlichen  Vaterland Storgade. Händler konnten über diese Handelswege große Gewinne im Holzhandel erwirtschaften. Die Vorstadt wurden 1839 nach Christiania eingemeindet.
Am südlichen Rand von Vaterland an der Mündung der Fluss Akerleva gelegen, wurde 1765 dem König Friedrich V. von Großholzhändlern eine größere Fläche abgekauft und als Holzlagerplatz angelegt. In diesem Bereich wurde großflächig geschlagenes Holz gelagert. 
Nach einem Brand 1819 an diesem Standort brannten die gesamten Holzlagerstätten ab, was für viele reiche Familien von Christiania, die deren Eigentümer waren, den Ruin bedeutete. Der erste Osloer Bahnhof Østbanestasjonen wurde hier in den 1850er Jahren gebaut.
Das Zentrum von Vaterland war mit vielen Wohn- und Geschäftshäusern bebaut und auch ein Kneipen- und Vergnügungsviertel mit Bordellen sowie hatte einen berüchtigten Ruf als Ort der Bauernfängerei. Das Treiben der in Vaterland ansässigen wohlhabenden Gastwirtin und Zuhälterin Abelone Kristensen führte 1893 zu einem spektakulären Prozess in Oslo. Bei dem Verfahren kamen die ganzen Betrügereien, wie das Ausrauben von Kunden und auch Morde, zutage. Das Bekanntwerden dieser Verbrechen während des Gerichtsprozesses führte zu großen Demonstrationen in Vaterland gegen die "Unternehmerin". In der zeitgenössischen Literatur galt Vaterland bis weit in die 1900er Jahre als ein verruchter Ort der organisierten Kriminalität und der Halbwelt sowie des Unterweltmilieus.
Einige der alten Gebäude in Vaterland wurden seit den späten 1950er Jahren saniert, hauptsächlich im Zusammenhang mit dem Bau der Osloer T-banen und der zugleich gebauten Tøyen T-banestasjon und der Jernbanetorget stasjon, die 1966 fertiggestellt wurden. Ebenso wurden viele Gebäude gemäß dem damaligen Zeitgeist in den Nachkriegsjahren abgerissen sowie ganze Straßenzüge und Plätze umgestaltet, um Raum für neue ehrgeizige Bauwerke zu schaffen. Einige Häuser, wie die an der Rødfyllgata 12 und 21, wurden nach ihrem Abriss am Standort des Norsk Folkemuseum auf Bygdøy wieder aufgebaut.

## Vaterland heute
Von dem alten Vaterland existieren heute nur noch vereinzelte Reste entlang der Brugata (zum Beispiel einige ehemalige Bauernhöfe und Wohn- und Geschäftshäuser, wie unter anderem das heutige Restaurant Teddy's Soft Bar). 
Ansonsten wird das Stadtviertel heute eher von neueren großen Gebäudekomplexen dominiert:
- Oslo Sentralstasjon – Oslo Zentralbahnhof und größter norwegischer öffentlicher Verkehrsknotenpunkt.
- Byporten – Einkaufszentrum
- Posthuset (Postgirobygget) – Postamt, war früher der Hauptsitz der Posten Norge wird heute als Büro- und Geschäftshaus genutzt.
- Lavblokka neben dem Postamt, das Osloer Briefzentrum war hier bis zu seinem Umzug nach Lørenskog im März 2010. An dem Standort befindet sich der Sitz der KLP-Gesellschaft, mit einem Hochhaus und zwei kleineren Gebäuden.
- Crystal Clear[1]
- Oslo City – Einkaufszentrum
- Oslo Spektrum – Konzert- und Multifunktionsarena
- Oslo Plaza – Norwegens höchstes Gebäude und höchstes Hotel
- Galleri Oslo – Einkaufszentrum und das dort integrierte Oslo Bussterminal

Entlang des Flusses Akerselva und der südlich gelegenen Vaterlands bro befindet sich der Vaterlandsparken (Vaterland-Park), der 1994 eröffnet wurde.

## Personen, die mit dem Stadtviertel Vaterland verbunden sind
- Karl XII. lebte in Vaterland während der Belagerung der Festung Akershus 1716.
- Arne Garborg, norwegischer Schriftsteller, lebte eine Zeitlang in Vaterland während seiner Studienzeit in Christiania, dem heutigen Oslo.
- Axel Paulsen, norwegischer Eiskunstläufer, war der Sohn eines Kaufmannes aus dem Stadtviertel Vaterland, der in diesem Gebiet tätig war.
- Knut Hamsun, norwegischer Schriftsteller, lebte vor seinem Durchbruch als Schriftsteller längere Zeit in Vaterland.
- Ólafía Jóhannesdóttir  – eine Isländerin, die sich der Pflege und der Betreuung der Armen in Oslos Armenvierteln widmete.
- Tilla Valstad ging als Kind von 1898 bis 1920 in die Vaterland skole.
- Oscar Mathisen, norwegischer Eisschnellläufer, lebte als Kind einige Zeit in Vaterland.